# Pomatorhin tacheté
Erythrogenys erythrocnemis
Espèce
Statut de conservation UICN

 LC  : Préoccupation mineure
Le Pomatorhin tacheté (Erythrogenys erythrocnemis) est une espèce de passereau de la famille des Timaliidae. Il a une envergure de 25cm.

## Répartition
Cet oiseau est endémique de Taïwan.

## Habitat
Il habite les forêts humides tropicales et subtropicales.